# Balacra pulchra
Balacra pulchra är en fjärilsart som beskrevs av Aurivillius 1892. Balacra pulchra ingår i släktet Balacra och familjen björnspinnare. Inga underarter finns listade i Catalogue of Life.